# Dares validispinus
Dares validispinus är en insektsart som beskrevs av Carl Stål 1875. Dares validispinus ingår i släktet Dares och familjen Heteropterygidae. Inga underarter finns listade i Catalogue of Life.